# Oleksandr Ksenofontov
Oleksandr Ksenofontov este un cunoscut producător și textier ucrainean ce deține titlul de Artist al poporului în Ucraina în calitatea sa de textier și producător al piesei Wild Dances cu care soția sa Ruslana a câștigat Concursul Muzical Eurovision 2004.
Ksenofontov a fost membru fondator al uneia dintre cele mai de succes formații rock din Ucraina, Clubul Amatorilor de Ceai, dar după ce s-a căsătorit cu viitoarea sa soție Ruslana Lyzhichko, acesta a decis să-și dedice întreaga muncă carierei ei. Împreună cu aceasta a fondat studioul Luxen unde au produs reclame pentru radio și televiziune.